# إعلانات الراية

اعلان بحث عن مترجمين

الرايات الإعلانية على مواقع الإنترنت أو إعلانات الراية هي شكل من أشكال الإعلان على الشبكة العنكبوتية العالمية، يُقدَّم عن طريق مزود إعلانات. يستلزم هذا النوع من الإعلان الإلكتروني تضمين إعلان ما ضمن صفحة ويب. هدفه جذب حركة مرور الويب إلى موقع المعلِن. في حالات عديدة، يقدم الإعلانات مزود إعلانات مركزي. عندما يجري المعلِنون مسحًا لملفات سجلاتهم ويتعقبون زيارة أحد مستخدمي الويب لموقعهم عن طريق الضغط على الراية الإعلانية على موقع المحتوى، يرسل المعلِن لمزود المحتوى القليل من المال (نحو 5 إلى 10 سنت أمريكي). يُعتبر نظام الدفع هذا طريقة تمكن مزود المحتوى من دفع فاتورة الإنترنت لتقديم المحتوى في المقام الأول. عادة ما يستخدم المعلِنون الشبكات الإعلانية لطرح إعلاناتهم، ما ينتج عنه نظام تقاسم الأرباح وتنسيب الإعلانات بجودة أكبر.
تعمل الرايات الإعلانية على مواقع الإنترنت بالطريقة نفسها التي من المفترض أن تعمل بها الإعلانات التقليدية: إعلام المستهلكين بالمنتج أو الخدمة، وعرض أسباب وجوب اختيار المستهلك للمنتج، وهي حقيقة وثقها كل من الباحثين ريكس بريغز ونيجيل هوليز في مجلة هوت وايرد (بالإنجليزية: HotWired) عام 1996. تختلف إعلانات مواقع الإنترنت في حقيقة أنه من الممكن أن تُراقَب نتائج الحملات الإعلانية في الوقت الفعلي وتستهدف اهتمامات المتفرجين. عادة ما يتم تعقب السلوك من خلال استخدام مؤشر كليك تاغ (بالإنجليزية: Click Tag). يعتبر معظم متصفحي الإنترنت هذه الإعلانات مزعجة لأنها تشتت انتباههم عن المحتوى الفعلي لصفحة الويب أو تسبب تبذيرًا في استهلاك حزمة الإنترنت. تغطي الرايات الإعلانية محتوى الشاشة الذي يرغب المستخدم برؤيته في بعض الحالات. تتضمن متصفحات الويب الجديدة خيارات نظام «منع الإعلانات» لتمنع الإعلانات المنبثقة أو تحجب صورًا من مواقع معينة. يُعتبر استخدام بروكسي يحجب الإعلانات، مثل برنامج برايفوكسي (بالإنجليزية: Privoxy) من الطرائق الأخرى لتجنبها. من الممكن أن تحتوي متصفحات الإنترنت على إضافات متاحة تحجب الرايات الإعلانية، على سبيل المثال، آدبلوك بلس لمتصفح فايرفوكس، أو آدثوارت (بالإنجليزية: AdThwart) لمتصفح جوجل كروم، وآي إي سيفين برو (بالإنجليزية: Ie7Pro) لمتصفح إنترنت إكسبلورر.

## التاريخ
تُعتبر شركة بروديجي (بالإنجليزية: Prodigy) الشركة الرائدة في مجال الإعلان على الإنترنت، وتعود ملكيتها إلى شركتي آي بي إم وسيرز (بالإنجليزية: Sears) في آن واحد. استخدمت شركة بروديجي في بادئ الأمر الإعلان على شبكة الإنترنت للترويج لمنتجات شركة سيرز في ثمانينيات القرن العشرين، ومن ثم منتجات شركات أخرى مثل إيه أو إل، وهي أحد المنافسين المباشرين لبروديجي. لم تكن شركة بروديجي قادرة على الاستفادة من ميزتها المحركة الأولى في مجال الإعلان عبر الإنترنت. باع موقع غلوبال نيتورك نافيغاتور (بالإنجليزية: Global Network Navigator) أول إعلان قابل للنقر على الإنترنت (والذي أُطلق عليه لاحقًا اسم «إعلان الراية») عام 1993 إلى شركة هيلر إيرمان (بالإنجليزية: Heller Ehrman)، وهي شركة محاماة متوقفة عن العمل ولديها مكتب في وادي السيليكون. كان غلوبال نيتورك نافيغاتور أول موقع للنشر مدعوم تجاريًا وواحدًا من أوائل المواقع التجارية على الإطلاق.
اعُتبرت مجلة هوت وايرد الإلكترونية لعدة سنوات أول موقع إلكتروني يبيع إعلانات الراية بكميات كبيرة لمجموعة واسعة من كبار معلني الشركات. كان آندرو أنكر المدير التنفيذي الأول لهوت وايرد. قاد ريك بويس، وهو مشتر إعلامي سابق مع الوكالة الإعلانية في سان فرانسيسكو هال رايني وشركاؤه، مهمات المبيعات في الشركة. ابتكرت مجلة هوت وايرد مصطلح «إعلان الراية» وكانت أول شركة تقدم تقارير عن معدل النقر إلى عملائها. اشترت شركة التليفون والتلغراف الأمريكي أول راية إعلانية على الإنترنت من هوت وايرد، ونُشرت على الإنترنت في 27 أكتوبر من عام 1994. يعزي مصدر آخر الفضل إلى  هوت وايرد بإطلاق أول حملة للرايات الإعلانية لشركتي كورز للجعة ومشروب زيما في أكتوبر من عام 1994. في شهر مايو من عام 1994، وجه كين ماكارثي بويس عند انتقاله من استخدام الإعلانات التقليدية إلى الإعلانات على شبكة الإنترنت، وطرح مفهوم الإعلان القابل للنقر/القابل للتعقب لأول مرة. قال إنه يؤمن بأن نموذج الاستجابة المباشرة -الذي قيس من خلاله عائد استثمارالإعلانات الفردية- هو الشيء الوحيد الذي سيثبت استدامة الإعلان على الإنترنت على المدى الطويل. على الرغم من التوقع هذا، قُيِّمت إعلانات الراية وبيعت اعتمادًا على الانطباعات التي ولدتها.
على أي حال، تضمن موقع باث فايندر (بالإنجليزية: Pathfinder) التابع لشركة وارنر ميديا الإعلانية، الذي أُطلق في 24 أكتوبر من عام 1994، أي في الأسبوع نفسه الذي أُطلقت فيه مجلة هوت وايرد لكن قبل ثلاثة أيام منها، إعلانات الراية. يعزي كل من والتر إيزاكسون، رئيس شركة تايم إنك (بالإنجليزية: Time inc) آنذاك، ومجلة كولومبيا جورناليزم ريفيو، الفضل إلى بروس جودسون، المدير العام لشركة تايم إنك التابعة للإعلام الجديد آنذاك لابتكاره مفهوم إعلان الراية. في إحدى مقابلات مركز شورنستين للإعلام والسياسة والسياسة العامة التابع لجامعة هارفرد، التي تناولت تاريخ الإنترنت، ناقش إيزاكسون إسهام جوسودن قائلًا، «غيّر كل شيء حقًا. صرح المسؤولون عن وكالات ماديسون أفينيو مباشرة قائلين «يا للهول، علينا أن نفهم هذا وأن نوظف الكثير من الشباب». أرسلوا لنا الأموال، كان الأمر أشبه بأن تنظر من مبنى تايم لايف إلى ماديسون أفنيو، وترى الناس يسيرون حاملين أكياسًا من النقود، وهم في طريقهم لرميها على مكاتبنا، أو على مكتب بروس جودسون، لشراء إعلانات الراية».
يبدو أن مفهوم إعلان الراية طُور بشكل مستقل في شركتي وارنر ميديا ووايرد. بالتالي كان موقع باث فايندر التابع لشركة وارنر ميديا، والذي أُطلق قبل عدة أيام من إطلاق موقع هوت وايرد، أول موقع يعرض إعلانات الراية.
أطلقت شركة فوكالينك (بالإنجليزية: Focalink) للاتصالات أول مزود إعلانات مركزي في يونيو من عام 1995، ما مكّن الإدارة من استهداف وتعقب الإعلانات على الإنترنت. تبع ذلك إطلاق شركة نيت غرافيتي (بالإنجليزية: NetGravity) مزود إعلانات محلي بسرعة في شهر يناير من عام 1996. أدى الابتكار التكنولوجي لمزود الإعلانات، إلى جانب بيع الإعلانات على الإنترنت بناءً على الانطباعات، إلى زيادة كبيرة في انتشار إعلان الويب وتقديم الأساس الاقتصادي لصناعة الويب منذ عام 1994 وحتى 2000. يعتمد النموذج الحديث للإعلان على الإنترنت الذي ظهر في السنوات الأولى للقرن الواحد والعشرين، وقدمته شركة غو تو دوت كوم (بالإنجليزية: GoTo.com) (لاحقًا شركة أوفرتشور وياهو! وسُوقّ بوساطة برنامج جوجل أدووردز)، بشكل كبير على تعقب الاستجابة للإعلان بدلًا من الانطباعات.

## الأهمية
لعبت إعلانات الراية دورًا مهمًا في تمكين التطور السريع للإعلانات المدفوعة على شبكة الإنترنت. يمكّن إعلان الراية بفضل التنسيقات القياسية، والعملية (الرابط القابل للنقل الذي يودي إلى وجهة ما)، ونظام التسعير (الانطباعات)، أي موقع من بيع الإعلانات، ووفر المتطلبات التشغيلية لشركات مزودات الإعلانات، مثل شركة نيت غرافيتي، لتطوير الأنظمة اللازمة لتشغيل وتعقب الإعلانات على شبكة الإنترنت. كان إعلان الراية فريدًا من نوعه أيضًا مقارنة بالإعلانات التي تظهر على وسائل الإعلام القابلة للمقارنة في ذلك الحين، مثل الصحف والمجلات. خلافًا للإعلانات في الدوريات، شجعت إعلانات الراية مستخدمي الإنترنت على ترك الخدمة أو المنتَج الإعلامي بشكل فعلي والاتجاه إلى بيئات إعلامية منفصلة (عادة ما تكون هذه البيئة عبارة عن موقع يشغله المعلِن). على النقيض من ذلك، لا تستهوي فكرة التوقف عن قراءة الدوريات القراء ممن يتصفحون إعلانات الصحف والمجلات. بل يُفترض أن تهدف رسالة الإعلان للتأثير على القارئ.

## أحجام الاعلانات القياسية
تم توحيد أحجام الإعلان من قبل مكتب الإعلان التفاعلي.

أحجام الإعلانات القياسية